# Masahiro Yokotani
Masahiro Yokotani (横谷 昌宏 Yokotani Masahiro?, nacido el 8 de agosto de 1964) es un guionista de anime japonés. Las principales obras para las que ha escrito incluyen Go! Anpanman, Detective Conan, Sargento Keroro y Re:Zero kara Hajimeru Isekai Seikatsu.

## Trayectoria
Yokotani nació el 8 de agosto de 1964 en la Prefectura de Osaka, Japón. Debutó como guionista de anime en 1995, en los episodios 17, 28 y 29 de la serie de televisión Kaitō Saint Tail producida por TMS Entertainment. En 2004, realizó su primer trabajo como guionista principal, encargandose de la composición de la serie desde el episodio 104 hasta el 358 de Sargento Keroro producida por Sunrise. Desde entonces, ha escrito guiones para diversas producciones, principalmente en series de anime para televisión.

## Trabajos

### Series de televisión
| Año  | Título                                                    | Estudio                      | Funciones                                                                                       | Ref(s)               |
| ---- | --------------------------------------------------------- | ---------------------------- | ----------------------------------------------------------------------------------------------- | -------------------- |
| 1995 | Kaitō Saint Tail                                          | TMS Entertainment            | Guionista (#17, 28-29)                                                                          | [ 3 ]                |
| 1996 | Detective Conan                                           | TMS Entertainment            | Guionista (#74)                                                                                 | [ 5 ]                |
| 1998 | Ojarumaru                                                 | Gallop                       | Guionista                                                                                       | [ 6 ]                |
| 2003 | Kasumin 3rd Season                                        | OLM                          | Guionista (#58, 62, 66, 69, 71, 73)                                                             | [ 7 ]                |
| 2003 | PopoloCrois                                               | TMS Entertainment            | Guionista (#4, 8, 11, 14, 18, 22)                                                               | [ 8 ]                |
| 2003 | Di Gi Charat Nyo!                                         | Madhouse                     | Guionista (#61, 65-66, 73-74, 88, 92, 100)                                                      | [ 9 ]                |
| 2004 | Sargento Keroro                                           | Sunrise                      | Composición de la serie (#104-358) Guionista (#5)                                               | [ 4 ] [ 10 ]         |
| 2004 | The Marshmallow Times                                     | Studio Comet Seoul Movie     | Guionista (#5, 12, 19, 29, 33, 38, 43, 51)                                                      | [ 11 ]               |
| 2004 | Futakoi                                                   | Telecom Animation Film       | Guionista (#4, 6, 9)                                                                            | [ 12 ]               |
| 2005 | Animal Yokochō                                            | Gallop                       | Guionista (#1-2, 5, 10, 15, 17, 23, 27-28, 43, 47, 51, 54, 67, 75, 79, 87, 101-102)             | [ 13 ]               |
| 2006 | Himawari!                                                 | Arms                         | Guionista (#3, 7, 10)                                                                           | [ 14 ]               |
| 2006 | Silk Road Shōnen Yūto                                     | OLM                          | Guionista (#1, 7, 12, 15-16, 18-24)                                                             | [ 5 ]                |
| 2007 | Deltora Quest                                             | OLM                          | Composición de la serie (#53-65) Guionista (#26-28, 38-40, 51-52, 60, 64-65)                    | [ 15 ]               |
| 2007 | Himawari!!                                                | Arms                         | Guionista (#3, 9)                                                                               | [ 16 ]               |
| 2007 | Les Misérables: Shōjo Cosette                             | Nippon Animation             | Guionista (#5, 10, 15, 20, 26, 30, 33, 35, 39, 42, 50)                                          | [ 17 ]               |
| 2007 | Nodame Cantabile                                          | J.C.Staff                    | Guionista (#4)                                                                                  | [ 18 ]               |
| 2007 | Reideen                                                   | Production I.G               | Composición de la serie Guionista (#1-4, 7-8, 11-13, 23-26)                                     | [ 19 ]               |
| 2007 | Nagasarete Airantō                                        | Feel                         | Guionista (#2, 11, 17, 19-20)                                                                   | [ 20 ]               |
| 2007 | Kenkō Zenrakei Suieibu Umishō                             | Artland                      | Guionista (#2-8, 9, 11)                                                                         | [ 21 ]               |
| 2007 | Majin Tantei Nōgami Neuro                                 | Madhouse                     | Guionista (#15)                                                                                 | [ 22 ]               |
| 2007 | KimiKiss: Pure Rouge                                      | J.C.Staff                    | Guionista (#9, 12, 16, 21)                                                                      | [ 23 ]               |
| 2008 | World Destruction: Sekai Bokumetsu no Rokunin             | Production I.G               | Composición de la serie Guionista (#1-2, 4, 6, 8, 10, 12-13)                                    | [ 24 ]               |
| 2008 | Battle Spirits: Shōnen Toppa Bashin                       | Sunrise                      | Guionista (#3, 8, 16, 22, 28, 37, 43)                                                           | [ 25 ]               |
| 2008 | Toradora!                                                 | J.C.Staff                    | Guionista (#11, 17-19, 21)                                                                      | [ 26 ]               |
| 2009 | Maria†Holic                                               | Shaft                        | Composición de la serie Guionista (#1-4, 6, 9-10, 12)                                           | [ 27 ]               |
| 2009 | Umi Monogatari: Anata ga Ite Kureta Koto                  | Zexcs                        | Guionista (#4, 7-8, 11)                                                                         | [ 28 ]               |
| 2010 | Dance in the Vampire Bund                                 | Shaft                        | Guionista (#8-9)                                                                                | [ 29 ]               |
| 2010 | Nodame Cantabile Final                                    | J.C.Staff                    | Guionista (#1, 5, 10-11)                                                                        | [ 30 ]               |
| 2010 | Kaichō wa Maid-sama!                                      | J.C.Staff                    | Guionista (#3)                                                                                  | [ 31 ]               |
| 2010 | K-On!!                                                    | Kyoto Animation              | Guionista (#7, 13, 15, 19, 25)                                                                  | [ 32 ]               |
| 2010 | Kuroshitsuji II                                           | A-1 Pictures                 | Guionista (#4)                                                                                  | [ 33 ]               |
| 2011 | Beelzebub                                                 | Pierrot Plus                 | Composición de la serie Guionista (#1-2, 13, 15, 21, 26, 30-31, 39, 47-48, 52, 59-60)           | [ 34 ]               |
| 2011 | Steins;Gate                                               | White Fox                    | Guionista (#6, 10, 15-16, 18)                                                                   | [ 35 ]               |
| 2011 | Maria†Holic Alive                                         | Shaft                        | Composición de la serie Guionista (#1-2, 4-5, 7-8, 10-12) Letra de la canción principal (#OP 1) | [ 36 ]               |
| 2011 | Nekogami Yaoyorozu                                        | AIC PLUS+                    | Guionista (#5, 13)                                                                              | [ 37 ]               |
| 2012 | Aquarion Evol                                             | Satelight 8-Bit              | Guionista (#8, 12, 17, 21-22)                                                                   | [ 38 ]               |
| 2012 | Naruto SD: Rock Lee no Seishun Full-Power Ninden          | Pierrot                      | Guionista (#5, 8, 10, 15, 20-21, 25, 31, 41)                                                    | [ 39 ]               |
| 2012 | Accel World                                               | Sunrise                      | Guionista (#8-9, 14, 21)                                                                        | [ 40 ]               |
| 2012 | Chōsoku Henkei Gyrozetter                                 | A-1 Pictures                 | Guionista (#8, 16, 20, 25, 33, 41, 47)                                                          | [ 41 ]               |
| 2012 | Busō Shinki                                               | 8-Bit                        | Composición de la serie Guionista (#1-6, 11-12)                                                 | [ 42 ]               |
| 2012 | Magi: The Labyrinth of Magic                              | A-1 Pictures                 | Guionista (#6, 8, 14, 20)                                                                       | [ 43 ]               |
| 2012 | Robotics;Notes                                            | Production I.G               | Guionista (#6-7, 13-15)                                                                         |                      |
| 2013 | Mangirl!                                                  | Doga Kobo                    | Guionista (#4-5, 7, 9, 11-12)                                                                   | [ 44 ]               |
| 2013 | DD Hokuto no Ken                                          | Ajia-do Animation Works      | Guionista (#1)                                                                                  | [ 5 ]                |
| 2013 | Hataraku Maō-sama!                                        | White Fox                    | Composición de la serie Guionista (#1-2, 5-6, 11-13)                                            | [ 45 ]               |
| 2013 | Jewelpet Happiness                                        | Studio Comet                 | Guionista (#30, 39, 43, 50)                                                                     | [ 46 ]               |
| 2013 | Free!                                                     | Kyoto Animation Animation Do | Composición de la serie Guionista (#1-5, 7-8, 10-11)                                            | [ 47 ]               |
| 2013 | Strike the Blood                                          | Silver Link Connect          | Guionista (#16-19)                                                                              | [ 48 ]               |
| 2013 | Magi: The Kingdom of Magic                                | A-1 Pictures                 | Guionista (#7, 15, 19, 22)                                                                      | [ 49 ]               |
| 2014 | Akuma no Riddle                                           | Diomedéa                     | Guionista (#3, 7, 10)                                                                           | [ 50 ]               |
| 2014 | Lady Jewelpet                                             | Studio Comet Zexcs           | Guionista (#4, 11, 18, 27, 33)                                                                  | [ 51 ]               |
| 2014 | Free! Eternal Summer                                      | Kyoto Animation Animation Do | Composición de la serie Guionista (#1-4, 6-7, 9-13)                                             | [ 52 ]               |
| 2014 | World Trigger                                             | Toei Animation               | Guionista (#50, 57, 62)                                                                         | [ 53 ]               |
| 2015 | Jewelpet Magical Change                                   | Studio Deen                  | Composición de la serie Guionista (#1, 7, 13, 23, 28, 38-39)                                    | [ 54 ]               |
| 2015 | Mikagura Gakuen Kumikyoku                                 | Doga Kobo                    | Composición de la serie Guionista (#1-2, 7, 11-12)                                              | [ 55 ]               |
| 2015 | Shimoneta to Iu Gainen ga Sonzai Shinai Taikutsu na Sekai | J.C.Staff                    | Composición de la serie Guionista (#1-5, 7-12)                                                  | [ 56 ]               |
| 2015 | Heavy Object                                              | J.C.Staff Sanzigen           | Guionista (#9, 11-12)                                                                           | [ 57 ]               |
| 2016 | Re:Zero kara Hajimeru Isekai Seikatsu                     | White Fox                    | Composición de la serie Guionista (#1-5, 8, 10-11)                                              | [ 58 ]               |
| 2016 | All Out!!                                                 | Madhouse TMS Entertainment   | Composición de la serie Guionista (#1, 3-4, 6, 8-9, 11, 14-16, 23-25)                           | [ 59 ]               |
| 2017 | Marginal#4: Kiss kara Tsukuru Big Bang                    | J.C.Staff                    | Composición de la serie Guionista (#1-3, 5, 7, 11-12)                                           | [ 60 ]               |
| 2017 | Sakura Quest                                              | P.A. Works                   | Composición de la serie Guionista (#1, 14-15)                                                   | [ 61 ]               |
| 2017 | Kabukibu!                                                 | Studio Deen                  | Guionista (#3, 6, 9)                                                                            | [ 62 ]               |
| 2018 | Miira no Kaikata                                          | 8-Bit                        | Guionista (#5-6, 9)                                                                             | [ 63 ]               |
| 2018 | Gegege no Kitarō                                          | Toei Animation               | Guionista (#9-10, 17, 38)                                                                       | [ 64 ]               |
| 2018 | Nil Admirari no Tenbin                                    | Zero-G                       | Guionista (#5, 8, 10)                                                                           | [ 65 ]               |
| 2018 | Free! Dive to the Future                                  | Kyoto Animation Animation Do | Composición de la serie Guionista (#1-4, 7-8, 11-12)                                            | [ 66 ]               |
| 2018 | Seishun Buta Yarō wa Bunny Girl Senpai no Yume wo Minai   | CloverWorks                  | Composición de la serie Guionista (#1-13)                                                       | [ 67 ]               |
| 2018 | Bakumatsu                                                 | Studio Deen                  | Composición de la serie Guionista (#1)                                                          | [ 68 ]               |
| 2019 | Kono Yo no Hate de Koi o Utau Shōjo YU-NO                 | Feel                         | Guionista (#4, 8, 10-11, 15, 21)                                                                | [ 69 ]               |
| 2019 | Bakumatsu Crisis                                          | Studio Deen                  | Composición de la serie                                                                         | [ 70 ]               |
| 2019 | Joshi Kōsei no Mudazukai                                  | Passione                     | Composición de la serie Guionista (#1-2, 5, 8)                                                  | [ 71 ]               |
| 2020 | Iwa Kakeru! Climbing Girls                                | Blade                        | Guionista (#4, 7, 10)                                                                           | [ 72 ]               |
| 2020 | Yu☆Gi☆Oh! Sevens                                          | Bridge                       | Guionista (#4, 10)                                                                              | [ 5 ]                |
| 2020 | Re:Zero kara Hajimeru Isekai Seikatsu 2nd Season          | White Fox                    | Composición de la serie Guionista (#26, 30, 35, 37)                                             | [ 73 ]               |
| 2021 | Re:Zero kara Hajimeru Isekai Seikatsu 2nd Season Part 2   | White Fox                    | Composición de la serie Guionista (#42-45, 50)                                                  | [ 74 ]               |
| 2021 | Tropical-Rouge! Precure                                   | Toei Animation               | Composición de la serie Guionista (#1-4, 6, 16-17, 22, 29, 33-34, 37, 41-46)                    | [ 75 ]               |
| 2022 | Aoashi                                                    | Production I.G               | Composición de la serie Guionista (#1-2, 4-5, 8, 13, 23-24)                                     | [ 76 ]               |
| 2022 | Hataraku Maō-sama!!                                       | 3Hz                          | Composición de la serie Guionista (#1-2)                                                        | [ 77 ]               |
| 2023 | Synduality: Noir                                          | 8-Bit                        | Guionista (#6)                                                                                  | [ 78 ]               |
| 2023 | Hataraku Maō-sama!! 2nd Season                            | 3Hz                          | Composición de la serie Guionista (#13, 16, 24)                                                 | [ 79 ]               |
| 2023 | Atarashii Jōshi wa Do Tennen                              | A-1 Pictures                 | Composición de la serie Guionista (#1-2, 4, 6-7, 10-11)                                         | [ 80 ]               |
| 2024 | Make Heroine ga Ōsugiru!                                  | A-1 Pictures                 | Composición de la serie Guionista (#1-12)                                                       | [ 81 ]               |
| 2024 | Re:Zero kara Hajimeru Isekai Seikatsu 3rd Season          | White Fox                    | Composición de la serie Guionista (#51, 53, 56)                                                 | [ 82 ] [ 83 ] [ 84 ] |
| 2025 | Re:Zero kara Hajimeru Isekai Seikatsu 3rd Season Part 2   | White Fox                    | Composición de la serie Guionista (#59, 61, 66)                                                 | [ 85 ]               |
| 2025 | Kono Kaisha ni Suki na Hito ga Imasu                      | Blade                        | Composición de la serie Guionista (#1-2, 5, 8, 11-12)                                           | [ 86 ]               |
| 2025 | Seishun Buta Yarō Santa Claus no Yume wo Minai            | CloverWorks                  | Composición de la serie Guionista (#1-7)                                                        | [ 87 ]               |
| 2026 | Re:Zero kara Hajimeru Isekai Seikatsu 4th Season          | White Fox                    | Composición de la serie                                                                         | [ 88 ]               |
| —    | Seitokai ni mo Ana wa Aru!                                | Passione                     | Composición de la serie                                                                         | [ 89 ]               |

### Películas
| Año  | Título                                                     | Estudio                      | Funciones                         | Ref(s)  |
| ---- | ---------------------------------------------------------- | ---------------------------- | --------------------------------- | ------- |
| 2007 | Sargento Keroro: Keroro y la princesa de los mares         | Sunrise                      | Guionista                         | [ 5 ]   |
| 2008 | Sargento Keroro: Keroro contra Keroro                      | Sunrise                      | Guionista                         | [ 90 ]  |
| 2015 | High☆Speed! Movie: Free! Starting Days                     | Kyoto Animation              | Composición de la serie           | [ 91 ]  |
| 2017 | Free! Movie 1: Timeless Medley - Kizuna                    | Kyoto Animation Animation Do | Guionista                         | [ 92 ]  |
| 2017 | Free! Movie 2: Timeless Medley - Yakusoku                  | Kyoto Animation Animation Do | Guionista                         | [ 93 ]  |
| 2017 | Free! Take Your Marks                                      | Kyoto Animation Animation Do | Guionista                         | [ 94 ]  |
| 2018 | Re:Zero kara Hajimeru Isekai Seikatsu - Memory Snow        | White Fox                    | Guionista                         | [ 95 ]  |
| 2019 | Seishun Buta Yarō wa Yumemiru Shōjo no Yume wo Minai       | CloverWorks                  | Guionista                         | [ 96 ]  |
| 2019 | Free! Movie 2: Timeless Medley - Yakusoku                  | Kyoto Animation Animation Do | Guionista                         | [ 97 ]  |
| 2019 | Re:Zero kara Hajimeru Isekai Seikatsu - Hyōketsu no Kizuna | White Fox                    | Guionista                         | [ 98 ]  |
| 2021 | Free! Movie 4: The Final Stroke - Zenpen                   | Kyoto Animation              | Guionista asistente               | [ 99 ]  |
| 2022 | Free! Movie 5: The Final Stroke - Kōhen                    | Kyoto Animation              | Guionista asistente               | [ 99 ]  |
| 2023 | Seishun Buta Yarō wa Odekake Sister no Yume wo Minai       | CloverWorks                  | Composición de la serie Guionista | [ 100 ] |
| 2023 | Seishun Buta Yarō wa Ransel Girl no Yume o Minai           | CloverWorks                  | Composición de la serie Guionista | [ 101 ] |
| 2024 | Ōmuro-ke: Dear Sisters                                     | Passione Studio Lings        | Composición de la serie Guionista | [ 102 ] |
| 2024 | Ōmuro-ke: Dear Friends                                     | Passione Studio Lings        | Composición de la serie Guionista | [ 102 ] |

### OVAs
| Año  | Título                                   | Estudio   | Funciones | Ref(s) |
| ---- | ---------------------------------------- | --------- | --------- | ------ |
| 2009 | Nodame Cantabile OVA                     | J.C.Staff | Guionista | [ 5 ]  |
| 2010 | Nodame Cantabile Final OVA               | J.C.Staff | Guionista | [ 5 ]  |
| 2012 | Nekogami Yaoyorozu: Ohanami Ghostbusters | AIC PLUS+ | Guionista | [ 5 ]  |

### Especiales
| Año  | Título                                 | Estudio      | Funciones | Ref(s)  |
| ---- | -------------------------------------- | ------------ | --------- | ------- |
| 2010 | Beelzebub: Hirotta Akachan wa Daimaō!? | Pierrot Plus | Guionista | [ 103 ] |